# 독고황후 (드라마)
《독고황후》(중국어 간체자: 独孤皇后, 정체자: 獨孤皇后, 병음: Dú gū huáng hòu 두구황허우[*], Queen Dugu 퀸 두구[*])는 중국의 텔레비전 드라마이다.

## 소개
중국 역사상 일부일처제를 이룬 독고가라, 그녀와 남편 양건의 러브스토리와 성공적인 개국스토리를 담은 드라마이다.

## 등장 인물
- 천차오언 - 독고가라(獨孤伽羅) 역
- 천샤오 - 양건(楊堅) 역
- 치지 - 우문옹(宇文邕) 역
- 하이루 - 아사나송(阿史那頌) 역
- 잉쯔 - 울지용(尉遲容) 역
- 장루 - 고경(高熲) 역
- 장카이 - 우문호(宇文護) 역
- 펑후이 - 조월(趙越) 역
- 첸융천 - 우문육(宇文毓) 역
- 쑨보 - 독고선(獨孤善) 역
- 옌쑤 - 양소(楊素) 역
- 시쯔 - 우문주(宇文珠) 역
- 팡이룬 - 양찬(楊瓚) 역
- 리정양 - 양정(楊整) 역
- 장레이 - 양충(楊忠) 역

## 같이 보기
- 독고천하